# Tommy Lee
Tommy Lee (nome artístico de Thomas Lee Bass; Atenas, 3 de outubro de 1962) é o baterista da banda de Hard Rock norte-americana Mötley Crüe.

## Biografia
Thomas Lee Bass nasceu no dia 3 de Outubro de 1962 em Atenas, Grécia, seu pai David Oliver Bass, era um militar do Exército americano e sua mãe Vassiliki Papadimitriou (em grego: Βασιλική Παπαδημητρίου), era concorrente da Miss Greece em 1957. Sua família se mudou para a Califórnia um ano após seu nascimento. Ele recebeu seu primeiro tambor quando ele tinha quatro anos e seu primeiro kit de bateria, quando ele era um adolescente
Participou de quase todos álbuns do Mötley, o único álbum que não esteve presente na banda foi o "New Tattoo" (1999) que durante as gravações e turne, ele estava preso por problemas com sua ultima esposa, a atriz Pamela Anderson que com ele teve 2 filhos. Após o lançamento e a turne de "New Tattoo", o Mötley Crüe deu uma pausa nos trabalhos, voltando com uma turne de reunião em 2005 nomeada de "Carnival Of Sins".
É irmão da também baterista Athena Lee, que foi casada com James Kottak, o baterista da banda alemã Scorpions. Quando era jovem, ele costumava ouvir Led Zeppelin, Van Halen, Cheap Trick, Kiss, AC/DC e Sweet. Suas influências na bateria são: John Bonham, Tommy Aldridge, Alex Van Halen e Terry Bozzio. Depois de ser transferido para a South Hills High School, ele se juntou à banda em Royal Oak High School (agora Royal Oak Middle School) em Covina, California.

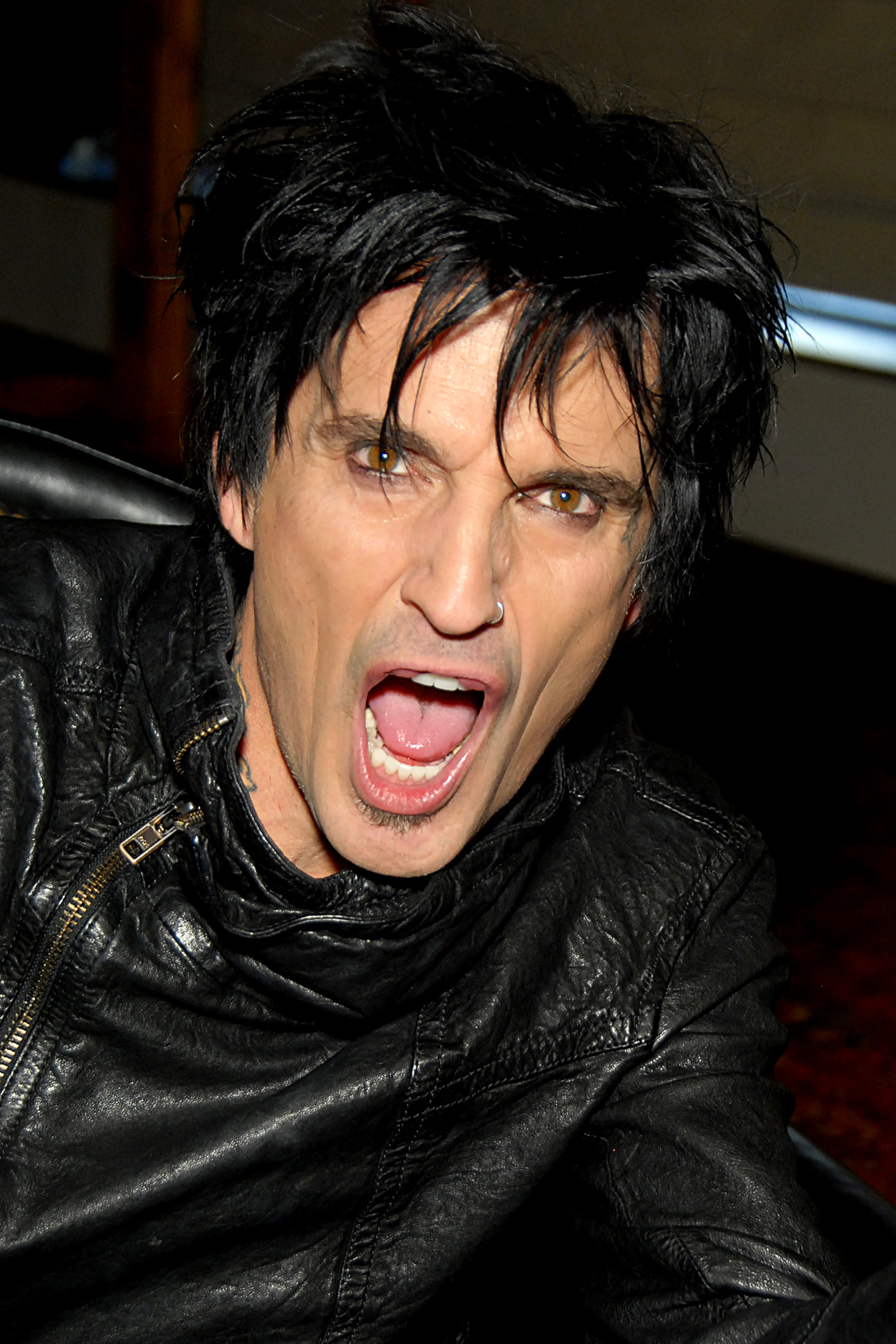
Tommy Lee em 2012.

## Vida Pessoal

### Relacionamentos
Lee foi casado três vezes. Sua primeira esposa foi Elaine Starchuk. Em 10 de maio de 1986, Lee casou com a atriz Heather Locklear, divorciando em 1993. Em 19 de fevereiro de 1995, quatro dias depois de se conhecerem, Lee casou com a atriz e coelhinha da Playboy Pamela Anderson. Juntos, eles têm dois filhos, Brandon (nascido em 5 de junho de 1996) e Dylan (nascido em 29 de dezembro de 1997). Eles se casaram em uma praia, com Anderson em um biquíni. O casal se divorciou em 1998. Embora divorciado, o casal se reuniu brevemente após a libertação de Lee da prisão, mas, eventualmente, separaram-se novamente em 2001. Eles reconciliaram e separaram-se novamente em 2008.
Em 2008, foi anunciado que Lee e Anderson tinham reatado e vivendo os dois juntos e com seus filhos. Lee anunciou em 24 de Fevereiro de 2014, o que ele estava em um relacionamento com a cantora Sofia Toufa.
Em 2018, apresentou queixa do filho Brandon afirmando que foi agredido. Brandon disse em comunicado que as agressões “resultaram do alcoolismo do pai". Pamela Anderson defendeu o filho.

### Sex Tape
Lee e Anderson tinham filmado suas atividades sexuais durante as férias. O vídeo foi roubado em 1995 e divulgado na internet, tornando-se um excelente exemplo de pornografia viral. De acordo com The Dirt, Lee afirmou que ele estava tendo trabalho em sua casa, e uma pessoa (que, de acordo com o livro, era um ex-estrela pornô com o nome de Rand Gauthier) que trabalhava na casa encontrou a fita e vendeu-a. Anderson processou a empresa de distribuição de vídeo, Internet Entertainment Group. Em última análise, o Lee entrou em um acordo confidencial com IEG. Posteriormente, a empresa começou a fazer a fita disponível para assinantes para seus sites da Web novamente, resultando em triplicar o tráfego normal no site.

### Problemas legais
Lee serviu quatro meses de prisão depois de agredir com chutes sua ex-esposa Pamela Anderson, enquanto ela estava segurando seu filho Dylan. Lee enfrentou uma ação judicial de 1998, quando ele supostamente expôs uma tatuagem da suástica nazista virada para a direita em seu braço ao público (a tatuagem era de fato uma suástica virada para a esquerda). Em 1996, Lee não contestou a acusação criminal contra um fotógrafo judeu após Lee atacar o homem fora da famosa The Viper Room, em West Hollywood, quando o fotógrafo processou Lee, a tatuagem da suástica (que já foi removida) foi dita ser visível e o advogado de Lee argumentou que o júri estaria criando um preconceito desleal contra Lee. Pouco depois de afirmar que a introdução da tatuagem iria produzir preconceito, Lee negou a sua existência. O advogado de Lee disse que a suástica era uma "tatuagem estúpida feita há vários anos."
Em outubro de 1999, Lee foi preso na Carolina do Norte depois de instigar um motim durante um concerto em 1997 na Greensboro Coliseum. O baixista do Mötley Crüe, Nikki Sixx supostamente fez comentários racistas a um segurança negro, sugerindo que a multidão o atacasse. Sixx e Lee disseram ter derramado cerveja sobre a cabeça do guarda.
Em 16 de junho de 2001, Daniel Karven-Veres de quatro anos de idade, se afogou na piscina de Lee enquanto participava de uma festa do quinto aniversário do filho de Lee, Brandon. Seus pais, James Veres e Ursula Karven, processaram Lee por negligência. Lee foi inocentado por um júri em abril de 2003.
Em setembro de 2007, Lee foi expulso da cerimônia do MTV Video Music Awards depois de uma briga com Kid Rock. Kid Rock iniciou a briga e se declarou culpado.

### Ativismo
Lee é um ativista dos direitos dos animais e PETA. Em 2010, Lee enviou uma carta a Terry Prather, presidente da SeaWorld , protestando contra o tratamento dado a Tilikum, a baleia assassina. Lee acredita que o animal deve ser posto em liberdade e afirmou que SeaWorld não cumpriria, porque Tilikum é o seu principal doador de esperma. Lee escreveu que ele estava chocado com métodos "doentios" do SeaWorld para a obtenção de esperma de Tilikum. Lee concluiu que ele desejava evitar novas tragédias de pessoas mortas, uma vez que estas tragédias tinha resultado de aversão das baleias ao cativeiro.
Em 2013, Lee enviou uma carta ao Alberta Alison Redford solicitando que ela termine as Calgary Stampede's chuckwagon races que resultaram na morte de 50 cavalos, desde 1986, sendo sacrificados por lesões. Lee, na sua qualidade de membro da PETA, escreveu: "Houve um tempo em que cowboys respeitavam os seus cavalos, em vez de montá-los à morte apenas para mostrar para uma multidão", para o qual o ministério respondeu que a carta de Lee valia a pena.

## Discografia

### Solo
| Ano  | Detalhes do álbum | Melhor Posição | Melhor Posição | Melhor Posição | Melhor Posição | Melhor Posição | Melhor Posição | Melhor Posição | Melhor Posição | Melhor Posição | Melhor Posição | Melhor Posição |
| Ano  | Detalhes do álbum | EUA            | AUS            | CAN            | ALE            | NZ             | SUI            | SUE            | UK             | JAP            | NOR            | FRA            |
| ---- | --- | -------------- | -------------- | -------------- | -------------- | -------------- | -------------- | -------------- | -------------- | -------------- | -------------- | -------------- |
| 2002 | Never a Dull Moment - Primeiro álbum de estúdio - Lançado: 21 de Maio de 2002 - Gravadora: MCA                        | 39             | —              | 4              | 11             | —              | —              | 38             | —              | 7              | —              | 26             |
| 2005 | Tommyland: The Ride - Segundo álbum de estúdio - Lançado: 9 de Agosto de 2005 - Gravadora: TL Education Services Inc. | 62             | —              | 6              | 8              | —              | 42             | —              | —              | 15             | —              | —              |

### Mötley Crüe
- Too Fast for Love (1981)
- Shout at the Devil (1983)
- Theatre of Pain (1985)
- Girls, Girls, Girls (1987)
- Dr. Feelgood (1989)
- Decade of Decadence compilation (1991)
- Mötley Crüe (1994)
- Quaternary EP (1994)
- Generation Swine (1997)
- Greatest Hits (1998) compilation
- Supersonic and Demonic Relics compilação (1999)
- Live: Entertainment or Death álbum ao vivo (1999)
- Millennium Collection (2003)
- Music To Crash Your Car To, Volume 1 box set (2003)
- Music To Crash Your Car To, Volume 2 box set (2004)
- Red, White & Crüe compilation (2005)
- Carnival of Sins Live, Vol. 1 álbum ao vivo (2006)
- Carnival of Sins Live, Vol. 2 álbum ao vivo (2006)
- Saints of Los Angeles (2008)
- Mötley Crüe: Greatest Hits (2009)

### Methods of Mayhem
| Ano  | Detalhes do álbum                                                                   | Melhor Posição | Melhor Posição | Melhor Posição | Certificações |
| Ano  | Detalhes do álbum                                                                   | US             | AUT            | GER            | Certificações |
| ---- | ----------------------------------------------------------------------------------- | -------------- | -------------- | -------------- | ------------- |
| 1999 | Methods of Mayhem - Released: December 7, 1999 - Label: MCA                         | 71             | 32             | 93             | - US: Gold    |
| 2010 | A Public Disservice Announcement - Released: September 21, 2010 - Label: Roadrunner | 153            | —              | —              |               |

### Rock Star Supernova
- Rock Star Supernova (2006) US #101

## Singles
| Ano  | Título           | Melhor posição | Melhor posição | Melhor posição | Melhor posição | Melhor posição | Álbum               |
| Ano  | Título           | US             | UK             | AUS            | CAN            | GER            | Álbum               |
| ---- | ---------------- | -------------- | -------------- | -------------- | -------------- | -------------- | ------------------- |
| 2002 | "Hold Me Down"   | —              | —              | —              | 57             | 64             | Never a Dull Moment |
| 2002 | "Sunday"         | —              | —              | 82             | —              | —              | Never a Dull Moment |
| 2003 | "Ashamed"        | —              | —              | 72             | 59             | —              | Never a Dull Moment |
| 2003 | "Higher"         | —              | —              | —              | 66             | —              | Never a Dull Moment |
| 2005 | "Tryin to Be Me" | —              | —              | —              | —              | —              | Tommyland: The Ride |
| 2005 | "Good Times"     | 95             | 173            | 25             | 20             | 34             | Tommyland: The Ride |
| 2005 | "Hello, Again"   | —              | —              | —              | —              | —              | Tommyland: The Ride |
| 2006 | "Make Believe"   | —              | —              | —              | 63             | —              | Tommyland: The Ride |

## Ligações Externas

### Sites
- Site Oficial
- Mötley Crüe video site

### Entrevistas e outros materiais
- Battleground Earth on Planet Green – co-hosted by Tommy Lee
- Tommy Lee: The luckiest man alive?  interview in Hustler Magazine
- Tommy Lee and DJ Aero Talk to CP – interview on Clubplanet
- Ink Not Mink – entrevista com Tommy Lee sobre seu apoio ao PETA